# Seznam španělských křižníků

## Nechráněné křižníky
- Třída Aragon
  - Aragon (1879)
  - Navarra (1881)
  - Castilla (1881)

- Třída Velasco
  - Velasco (1881) - potopena 1898
  - Gravina (1881) - potopena 1885
  - Infanta Isabel (1885)
  - Isabel II. (1886)

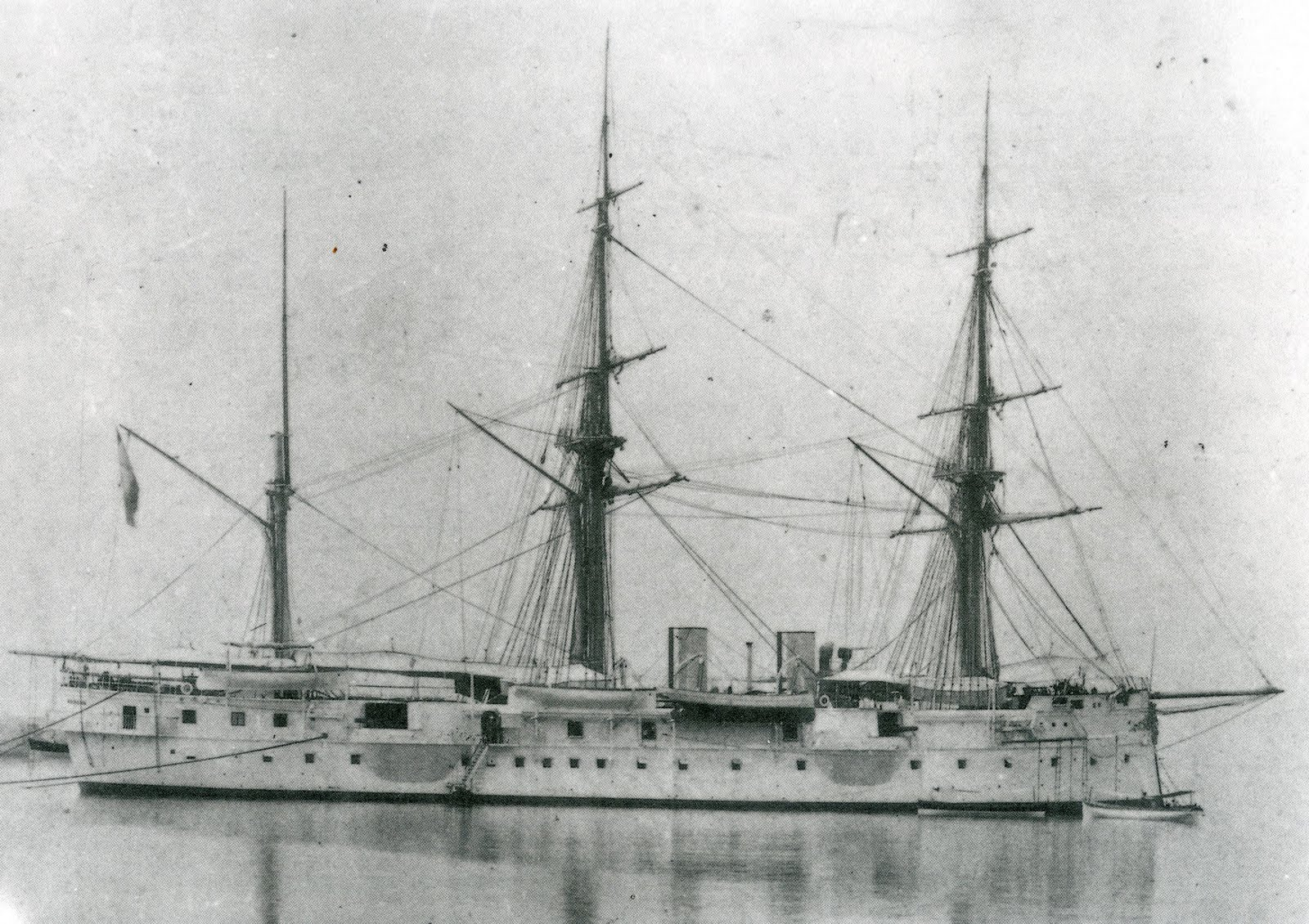
Nechráněný křižník Aragon

  - Cristobal Colon (1887) - potopena 1895
  - Don Juan de Austria (1887)
  - Don Antonio Uloa (1887) - potopena 1898
  - Conde del Venadito

- Třída Alfonso XII
  - Alfonso XII (1887)
  - Reina Cristina (1887) - potopena 1898
  - Reina Mercedes (1887)

## Chráněné křižníky
- Třída Isla de Luzón

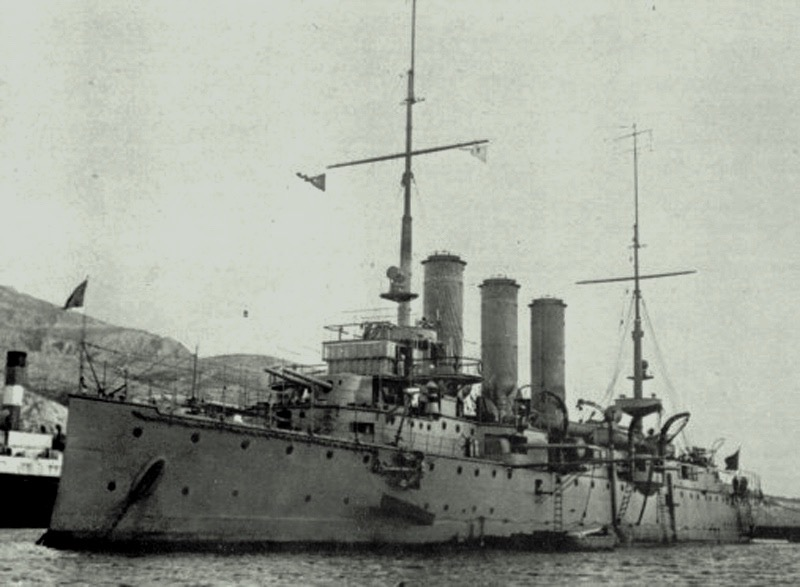
Chráněný křižník Reina Regente (1911)

  - Isla de Luzón (1886) – potopen 1898
  - Isla de Cuba (1886) – potopen 1898
  - Marques de la Ensenada (1890) – vyřazen 1900

- Třída Reina Regente
  - Reina Regente (1887) - potopen 1895
  - Alfonso XIII. (1891)
  - Lepanto (1892)

- Río de La Plata
- Extremadura
- Reina Regente (1906)

## Pancéřové křižníky
- Třída Infanta Maria Teresa
  - Infanta Maria Teresa (1890) - potopena 1898
  - Vizcaya (1891) - potopena 1898
  - Almirante Oquendo (1891) - potopena 1898

- Emperador Carlos V (1895)

- Italská třída Giuseppe Garibaldi
  - Cristobal Colon (1897) - potopena 1898

- Třída Princesa de Asturias
  - Princesa de Asturias (1896)
  - Cardenal Jimenez de Cisneros (1897) - ztroskotala 1905
  - Cataluña (1900)

## Lehké křižníky
- Navarra (1923)
- Třída Blas de Lezo

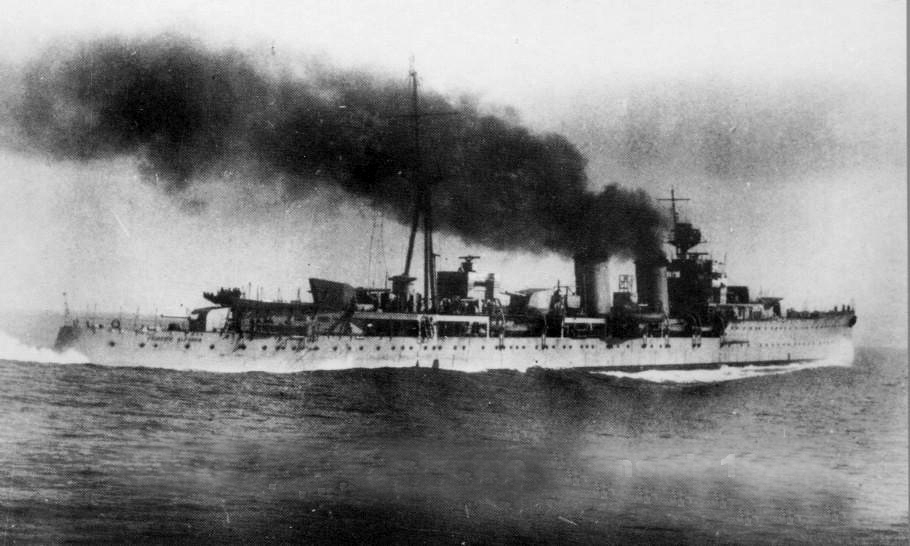
Lehký křižník Principe Alfonso (1927)

  - Blas de Lezo (1925) - ztroskotala 1932
  - Mendez Nuñez (1924)

- Třída Almirante Cervera
  - Almirante Cervera (1928)
  - Galicia (1927)
  - Miguel de Cervantes (1930)

## Těžké křižníky
- Třída Canarias
  - Canarias (1936)
  - Baleares (1936) - potopena 1938